# اسلام در فیلیپین
اسلام در فیلیپین اولین دین توحیدی و از جمله ادیان در اقلیت است. بر اساس آماری منتشر شده در سال ۲۰۱۵، ۶ درصد جمعیت این کشور را مسلمانان شکل داده‌اند که اکثریت آنان اهل سنت شافعی مسلک هستند. اسلام به این منطقه توسط بازرگانان مسلمان وارد شد و این اتفاق در اواخر قرن چهاردهم میلادی رخ داده‌است. اولین مسجد در این منطقه مربوط به قرن چهاردهم میلادی است.

## آمار

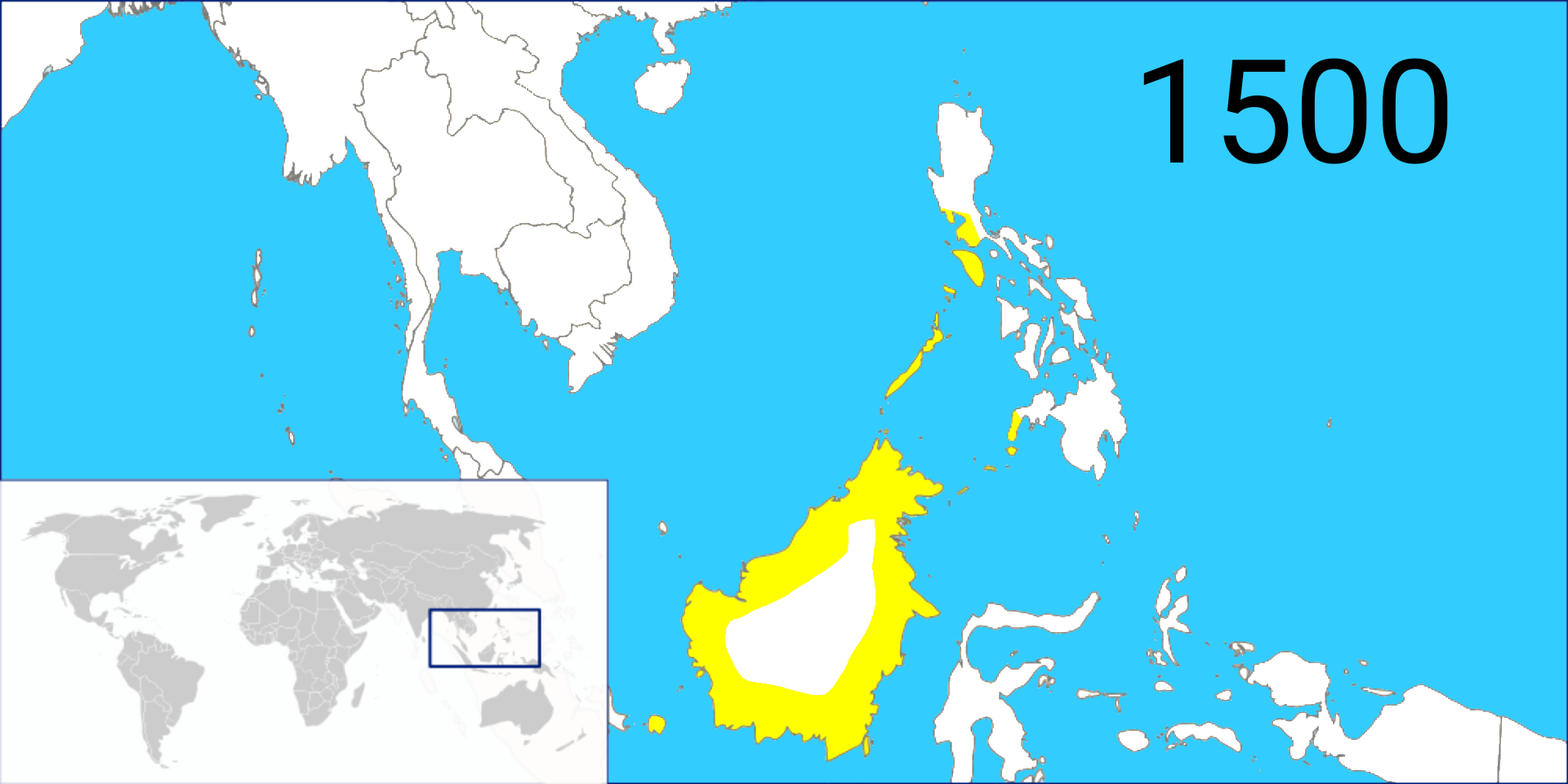
وسعت امپراتوری برونئی و گسترش اسلام در جنوب شرقی آسیا در قرن پانزدهم

اسلام در فلیپین، اولین دین توحیدی از نظر جمعیت است. اسلام در این کشور از طریق ورود بازرگانان مسلمان در قرن سیزدهم وارد شد. این بازرگانان از چندین دولت سلطنتی در مجمع الجزایر مالایا به فیلیپین وارد شدند. جمعیت مسلمانان در این کشور در سال ۲۰۰۰، حدود ۶ درصد از کل جمعیت کشور را شکل داده‌است. بر اساس گزارشی در سال ۲۰۱۵، که توسط اداره کل آمار فلیپین منتشر شده‌است، ۶ درصد فلیپینی ها مسلمان هستند. بر طبق نظرسنجی های مذهبی در این کشور، حدود ۵.۱ میلیون مسلمان در فیلیپین زندگی می‌کنند که غالباً در جنوب این کشور ساکن‌اند. با این وجود، براوردهای کمیسون ملی فلیپین و وزارت امور خارجه ایالات متحده در سال ۲۰۱۲، تعداد مسلمانان این کشور را ۱۰.۷ میلیون نفر و جمعاً ۱۱ درصد از مجموع جمعیت این کشور نشان می‌دهد.  در میان مسلمانان این کشور، اهل سنت شافعی هستند. در بین آنها، گروهی از فرقه احمدیه نیز حضور دارند.
اسلام در این منطقه به وسیله بازرگانان وارد بر این سرزمین شد. این بازرگانان، در اواخر قرن چهاردهم و اوایل قرن پانزدهم میلادی به دنبال بازرگانی و بعضاً تبلیغ دین، به این کشور وارد شدند./۸/ در ابتدا، افرادی که به اسلام گرویدند، به نام موروها شناخته شدند. بیشتر مسلمانان فیلیپین در جزیره میندانائو، مجمع الجزایر سولو و پالاوان زندگی می‌کنند. منطقه خودمختار بانگسامورو، منطقه‌ای به عنوان یک منطقه تماماً مسلمان‌نشین شناخته می‌شود.

## تاریخ
در سال ۱۳۸۰ میلادی، کریم آل مخدوم اولین تاجر عرب به فیلیپین وارد شد و از طریق تجارت، اسلام را در چند منطقه از این کشور تبلیغ کرد. در سال ۱۳۹۰، شاهزاده راژا باگویندا و مبلغان وی، در این منطقه به ترویج اسلام پرداختند. اولین مسجد این کشور، مسجد کریم المقدم است که در قرن چهاردهم تاسیس شده است.

## نگارخانه

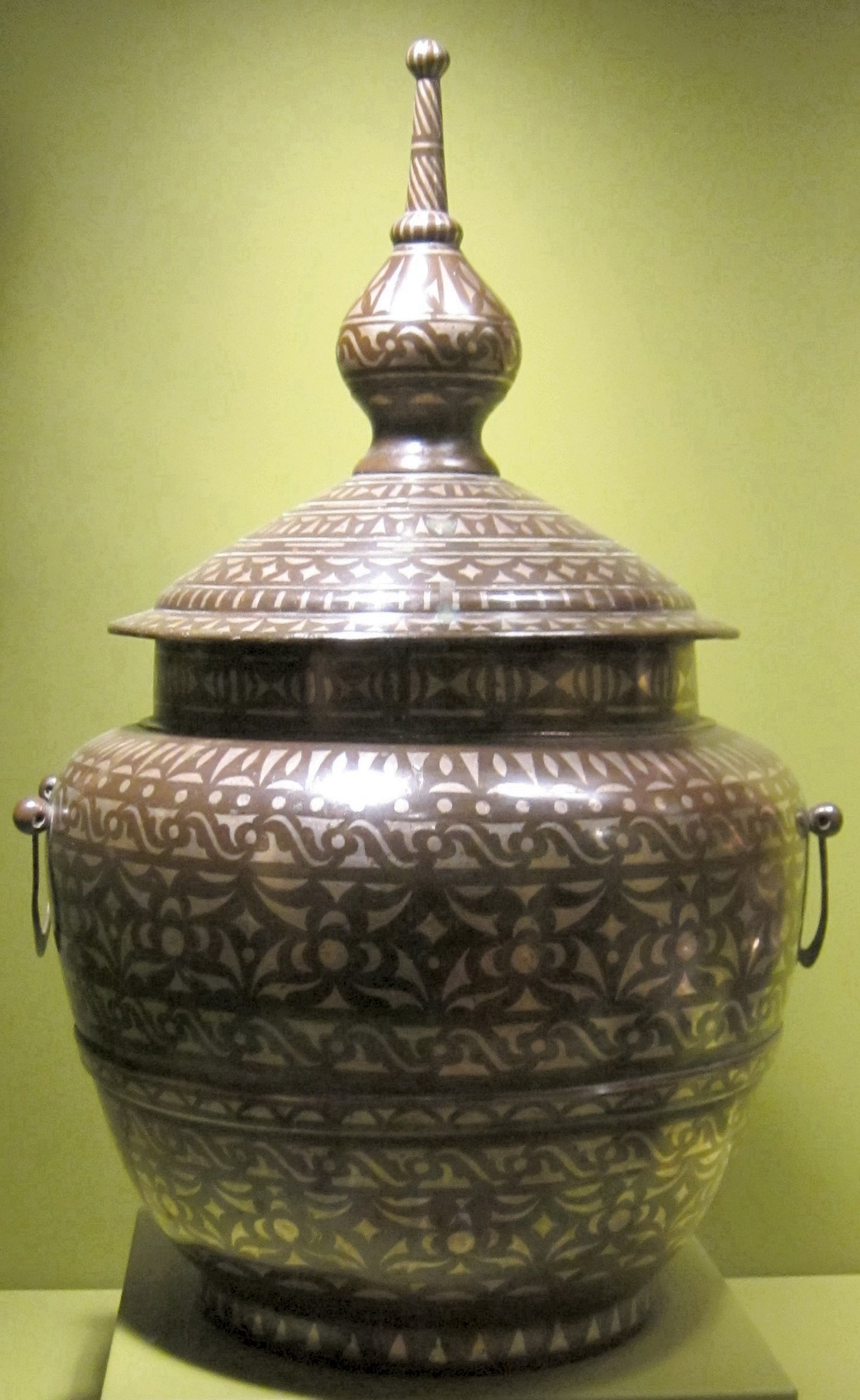
ظرف غذای قبیله‌ای بومی معروف به گادور، که با خطوط اسلیمی، نگارگری شده است.
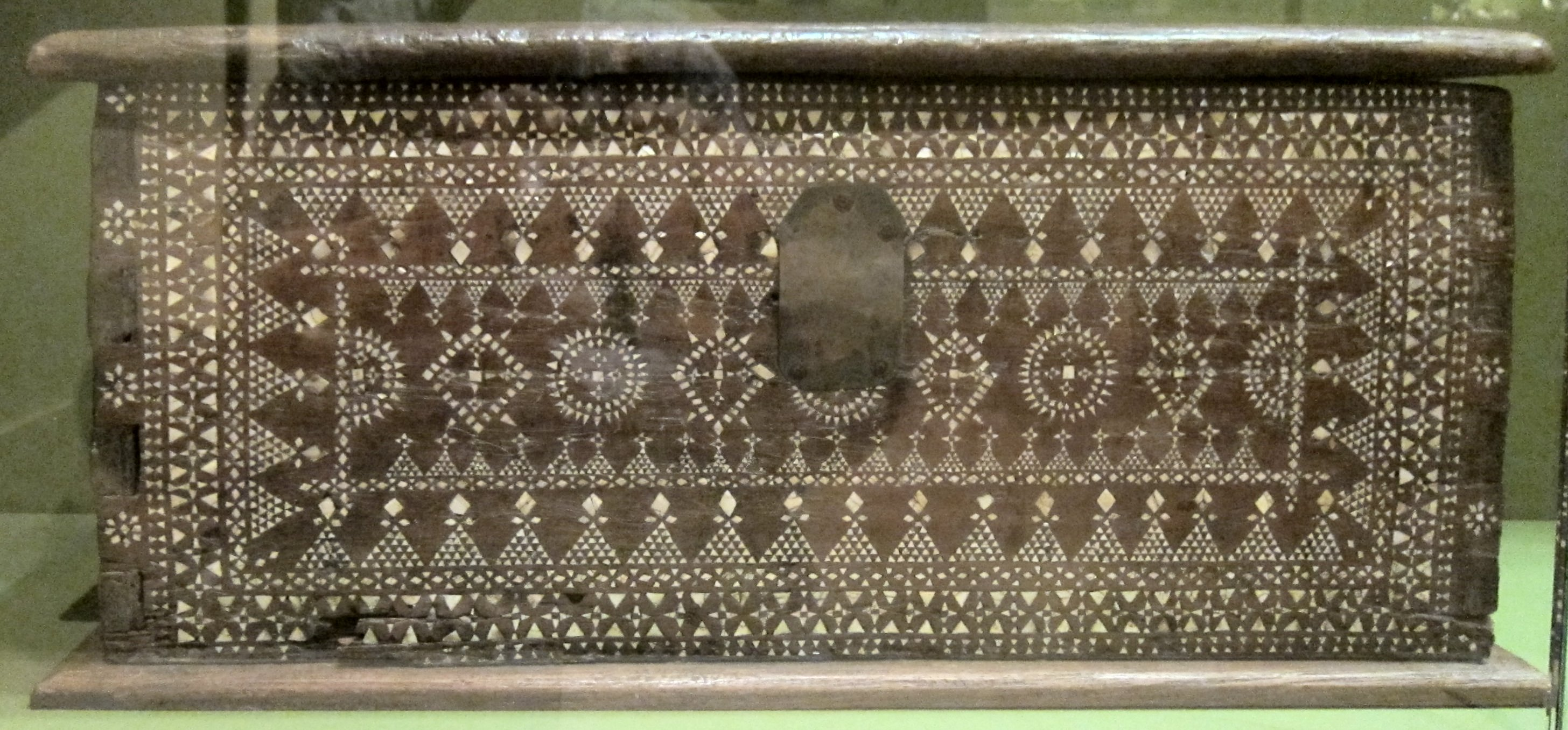
صندوقچه‌ای منبت‌کاری شده از چوب و استخوان
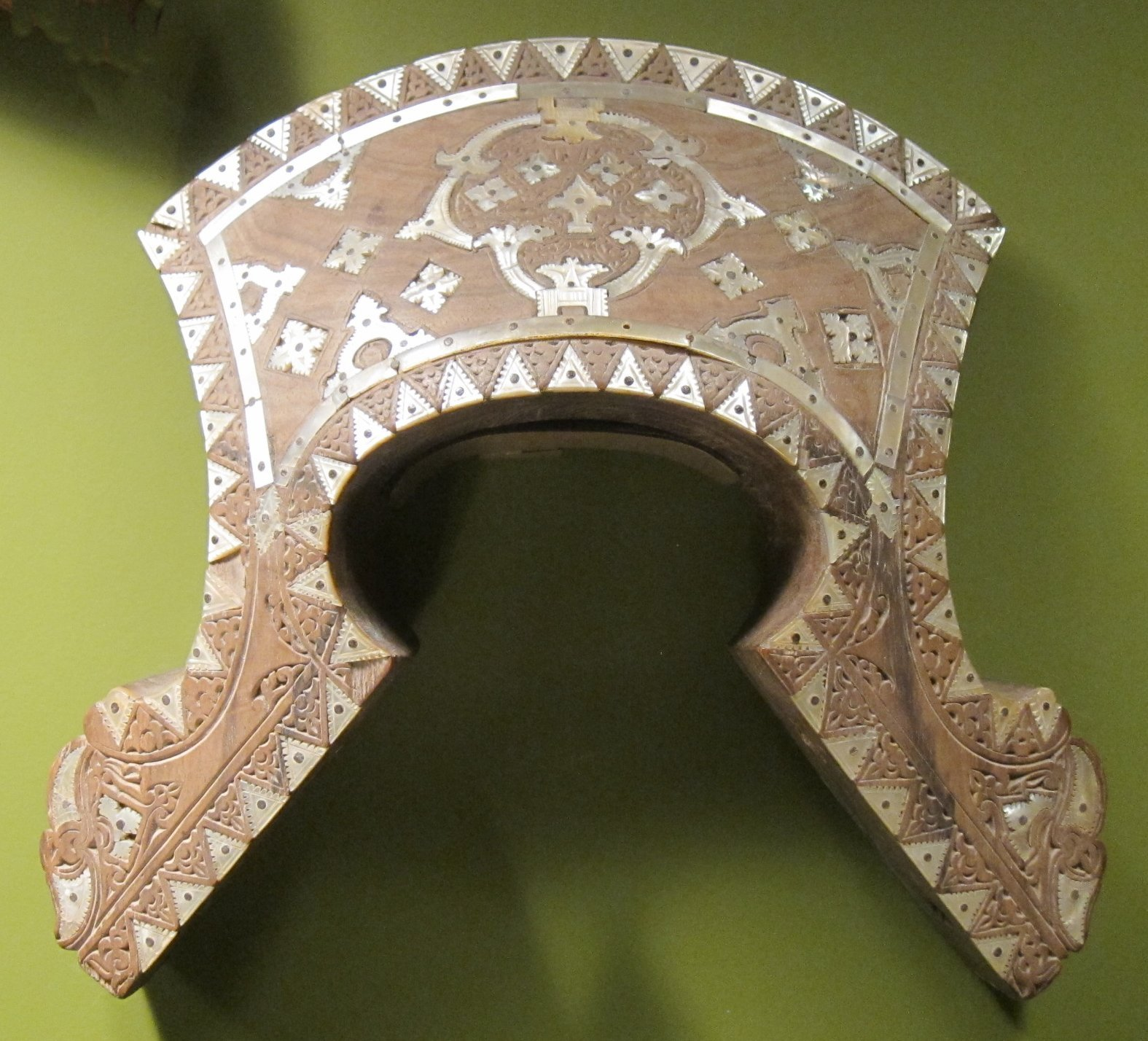
خاتم کاری بر روی زین
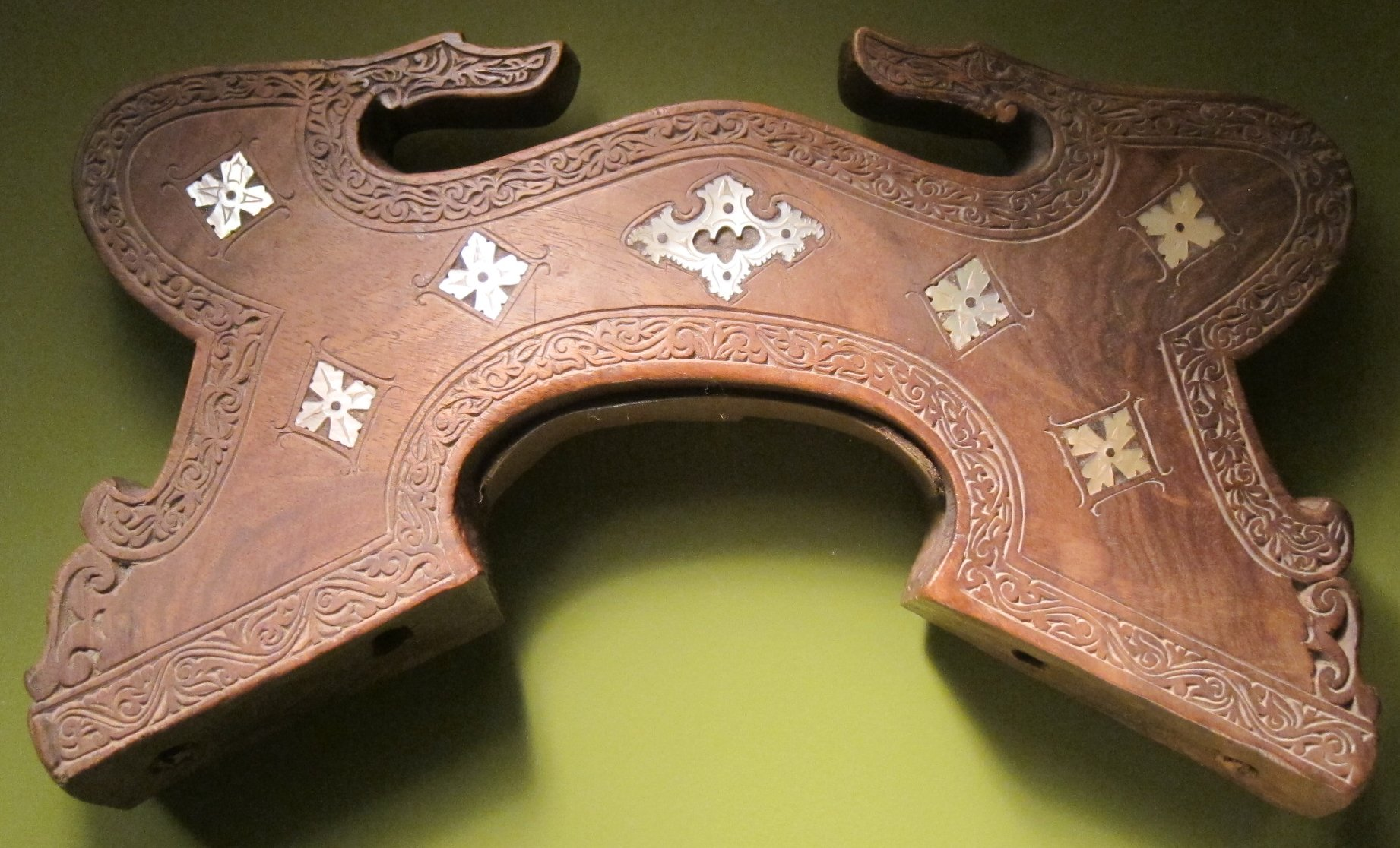
خاتم کاری بر روی زین
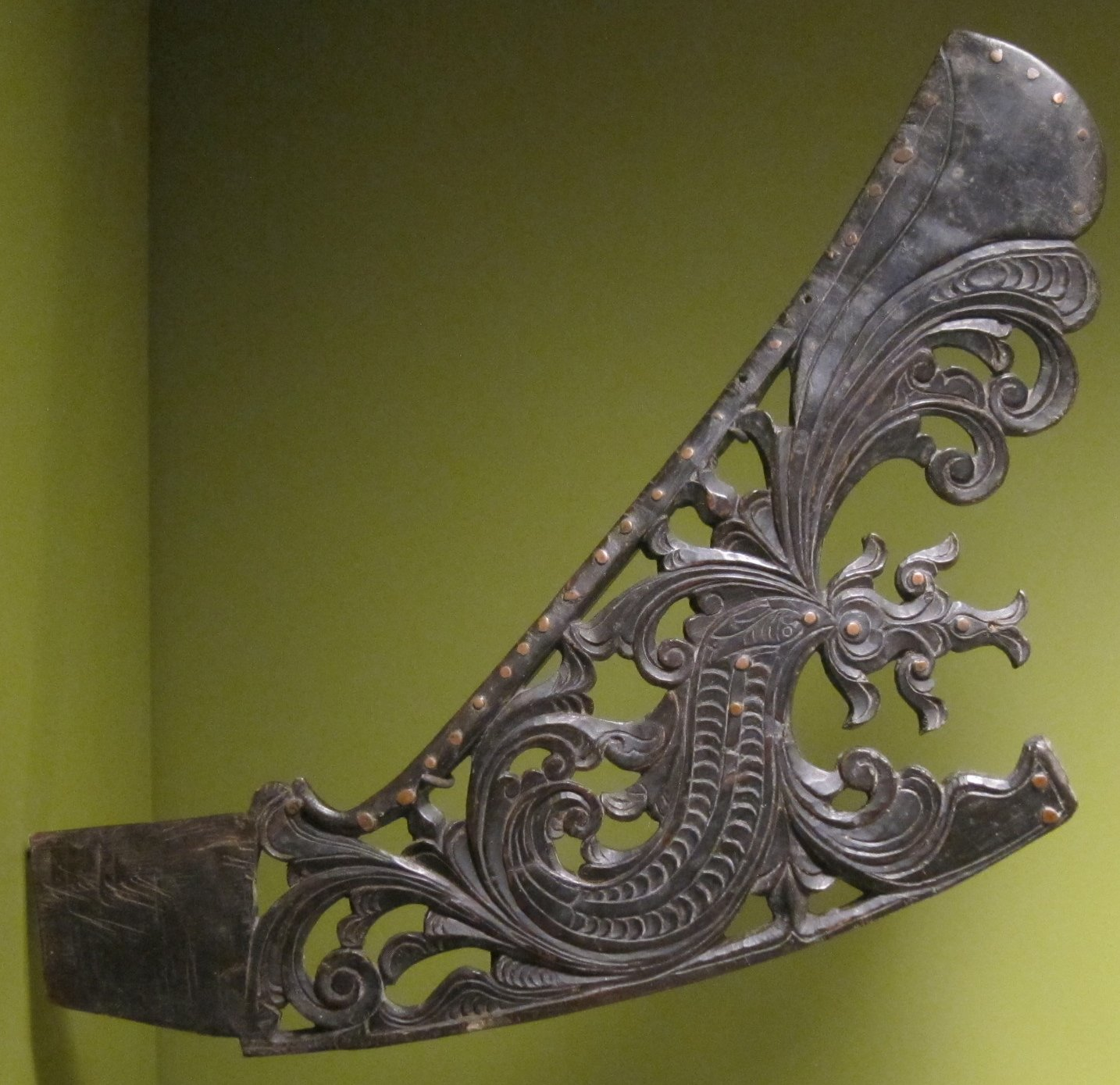